# La Citerne
Pour les articles homonymes, voir Citerne (homonymie).
La Citerne est un volcan de France situé en Guadeloupe, sur le flanc sud-est de la Soufrière.

## Géographie
Culminant à 1 155 mètres d'altitude, le volcan est couronné par un cratère circulaire dont le fond est occupé par le lac Flammarion d'une surface d'environ 5 000 m2 et  situé une cinquantaine de mètres plus bas. Sur le rebord sud du cratère se trouvent des antennes-relais de radio et de télévision. La Citerne est située sur le territoire de la commune de Gourbeyre à l'ouest, de Capesterre-Belle-Eau à l'est et de Trois-Rivières au sud ; les limites de ces communes se rejoignent dans le lac Flammarion, laissant le sommet du volcan sur la commune de Gourbeyre. L'intégralité de la montagne est incluse dans le parc national de la Guadeloupe. La Soufrière est située au nord-ouest, l'Échelle au nord, les chutes du Carbet au nord-est et la chute du Galion à l'ouest.
Le sommet est accessible par le nord via la D11 dont l'extrémité est fermée à la circulation, par l'ouest via la trace de l'Armistice, un sentier passant au pied de la grande chute du Galion, ou encore par le sud via un autre sentier.

## Histoire
La dernière éruption de la Citerne s'est produite au IVe siècle ou dans la première moitié du Ve siècle.

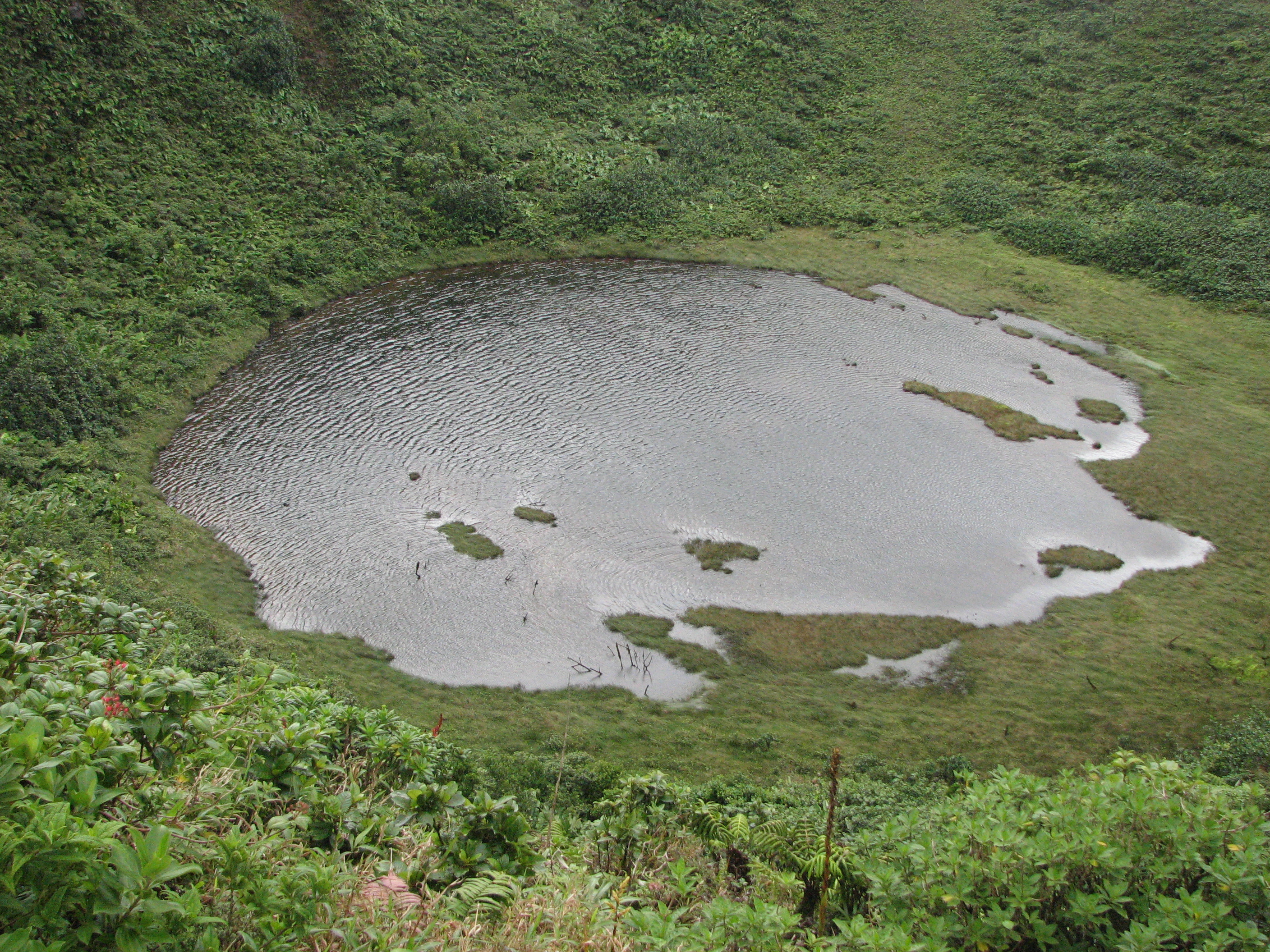
Vue du lac Flammarion dans le cratère de la Citerne.